# Risoluzione 155 del Consiglio di sicurezza delle Nazioni Unite
La risoluzione 155 del Consiglio di sicurezza delle Nazioni Unite è stata dottata il 24 agosto 1960, dopo aver esaminato la domanda di adesione della Repubblica di Cipro alle Nazioni Unite. Il Consiglio ha raccomandato all'Assemblea generale l'ammissione della Repubblica di Cipro.
La delibera è stata adottata all'unanimità.